# منزل قدیمی حاج رئیس
منزل قدیمی حاج رئیس  که در خیابان فردوسی جنوبی شهرستان تربت حیدریه واقع شده‌است در دوره قاجاریه توسط  سید محمد امین التجار معروف به حاجی رئیس ساخته شده و محل سکونت وی بوده‌است.

## حمام حاج رئیس
همان گونه که از نام آن برمی آید حاجی رئیس بنای مزبور را در اواخر دوره قاجاریه بنیاد نهاده‌است. از فضای مهم این حمام می‌توان به رشته پلکان ورودی، سربینه، بینه، گرمخانه ومخازن آب گرم و سرد اشاره کرد از ویژگی‌های جالب توجه آن وجود هشت ستون سنگی مزین به نقاشی بسیار زیباست که فضای گنبدی بینه را پدید آورده‌است و در میان فضای آن نیز حوضی سنگی شکل هشت ضلعی قرار دارد. فضای ورودی حمام در قسمت سر درورودی مزین به کاشی لاجوردی منقوش به گل بوته‌است.